# Bärenbusch
Das Naturschutzgebiet Bärenbusch liegt auf dem Gebiet der Stadt Neustadt (Dosse) und der Gemeinde Wusterhausen/Dosse im Landkreis Ostprignitz-Ruppin in Brandenburg.
Das Gebiet mit der Kenn-Nummer 1395 wurde mit Verordnung vom 30. Oktober 2001 unter Naturschutz gestellt. Das rund 458 ha große Naturschutzgebiet erstreckt sich westlich der Kernstadt Wusterhausen/Dosse. Südlich des Gebietes verläuft die B 102 und östlich die B 5. Am südöstlichen Rand fließt die Dosse, ein rechter Nebenfluss der Havel, am westlichen Rand und durch den nordwestlichen Teil hindurch fließt die Jäglitz.
161,16 ha des Naturschutzgebietes befinden sich im Besitz der NABU-Stiftung Nationales Naturerbe, die sich hier für die Entwicklung naturnaher Wälder einsetzt.